# Трушин, Юрий Владимирович (учёный)
Ю́рий Влади́мирович Тру́шин (род. 14.08.1945) — советский и российский учёный, физик, доктор физико-математических наук, профессор, академик РАЕН. Заслуженный деятель науки Российской Федерации.

## Биография
Трушин Юрий Владимирович родился 14 августа 1945 года в Ленинграде, советский и российский физик, Заслуженный деятель науки РФ, профессор, доктор физ.-мат. наук, академик Российской академии естественных наук. По 31 декабря 2018 года являлся Учёным секретарем Санкт-Петербургского национального исследовательского академического университета РАН (Академический университет РАН), а также профессором в Академическом и Политехническом университетах (Ленинград, Санкт-Петербург) и главным научным сотрудником в Физико-техническом институте им. А. Ф. Иоффе АН СССР (затем РАН) (Ленинград, Санкт-Петербург) и в Академическом университете РАН (Санкт-Петербург).
- 1969 г. — закончил физический факультет Ленинградского государственного университета (кафедра квантовой механики) по специальности теоретическая физика и  начал работать инженером в Центральном научно-исследовательском институте (ЦНИИ) им. акад. А. Н. Крылова (Ленинград)..
- С 1972 г.— по совместительству преподавал в ЛПИ, ЛТИ, ЛИТМО, СПб Академическом университете; с 1991 года по 2017 — профессор кафедры нанотехнологий Санкт-Петербургского политехнического университета Петра Великого (бывший ЛПИ),с 2011 года профессор кафедры физики конденсированного состояния Академического университета.
- 1975 г. — защитил диссертацию на соискание учёной степени кандидата физико-математических наук в ЛПИпо специальности 01.04.07 Физика твёрдого тела», тема: «Теория радиационных каскадов в твёрдом теле».
- С 1974 года по по 31 декабря 2018 г работал в  в Физико-техническом институте им. А. Ф. Иоффе (ФТИ) РАН, (ст.инженером, м.н.с., с.н.с., в.н.с., г.н.с.) в лаборатории теоретической физики, затем в секторе теоретических основ микроэлектроники.
- 1989 г. — защитил диссертацию на соискание учёной степени [доктор физико-математических наук|докторскую диссертацию]] в Московском институте электронного машиностроения/ Московский институт электроники и математики им. А.Н. Тихонова по специальности «Физика твёрдого тела», тема: «Теория радиационных процессов в твёрдых растворах замещения на разных стадиях распада».
- С 1991 г. и по 2017 г. был профессором кафедры физики твёрдого тела  Санкт-Петербургского Политехнического университета.
- В 1999 г. избран членом-корреспондентом РАЕН, а в 2004 году — академиком РАЕН.
- С 2004 г. по 2018 г. — был учёным секретарем Санкт-Петербургского национального исследовательского академического университета РАН (Академический университет РАН) — учёный секретарь Санкт-Петербургского академического университета
- 1997 г. — избран членом-корреспондентом РАЕН
- 2001 г. — избран действительным членом РАЕН

## Научная и педагогическая работа
Область научных интересов Ю. В. Трушина — теория и компьютерное моделирование физических процессов, кинетики эволюции структурных дефектов и радиационных воздействий в многокомпонентных кристаллических материалах (металлы, полупроводники, высокотемпературные материалы). 
Имеет более 1500 цитирований своих работ, опубликованных в реферируемых журналах научных изданиях и 8 книг.  Индекс Хирша — 11 (данные РИНЦ на 2017 год).

Являлся членом редколлегий: Всесоюзного сборника ««Вопросы атомной науки и техники. Серия: Физика радиационных повреждений и радиационное материаловедение» (Харьков), «Журнала технической физики» Журнала технической физики(Ленинград, Санкт-Петербург), а затем   «Писем в Журнал  технической физики» (Санкт-Петербург).

Ю. В. Трушин — профессор (звание присвоено в 1991 г.). Читает курсы в Академическом университете:
- «Физическое материаловедение» (бакалавриат VI—VII семестры), к курсу написаны учебник «Физическое материаловедение», СПб, Изд-во «Наука», 2000, и учебное пособие «Физические основы материаловедения», СПб, Изд-во Академического университета, 2015;

- «История физики первой половины XX века» (магистратура, I—II семестры), к которому написано пособие «Очерки по истории физики первой половины XX века». Часть I., СПб, Изд-во Академического университета, 2012.

С 1971 г. по 1976 г. работал почасовиком в Ленинградском Политехническом институте (новые работы по физике твёрдого тела, задачи по курсу теории дефектов в кристаллах). 
С 1976 г. по 1989 г. по совместительству работал преподавателем физики на Подготови-тельных курсах для абитуриентов Ленинградского Политехнического института. 
С 1976 г. по 1990 г. по совместительству работал ст. преподавателем: 1) в Лен. Технологическом институте на кафедре «Радиационная физика» читал годовой курс «Радиационная физика твёрдого тела» и вёл лабораторные работы, для которых написаны Методические указания для студентов «Моделирование на ЭВМ радиационных процессов в твёрдых телах»,  Л., изд. Лен. Технологического института, 1988.);     2) в Лен. Институте точной механики и оптики на кафедре материаловедения читал годовой курс «Материаловедение» и вёл лабораторные работы.                                                    
С 1991 г. по совместительству работал профессором кафедры «Физика твёрдого тела»                                                                                                                                                      в Ленинградском Политехническом университете (затем СПб Политехническом университете) на физико-техническом факультете. Читал:  1)  для студентов кафедры «Физика твёрдого тела» курс лекций «Физическое материаловедение»  (бакалавриат,  VI—VII семестры), к которому написан учебник «Физическое материаловедение», СПб, Изд-во «Наука», 2000, и учебное пособие по физике «Физические основы материаловедения», СПб, Изд-во Академического университета, 2015; 2) для студентов    кафедры «Физика плазмы»  курс лекций  «Физические основы радиационного материаловедения» (бакалавриат,  VII семестр), к которому написано учебное пособие «Физические основы радиационного материаловедения», СПб, Изд-во СПбГТУ, 1996.                                                                                             
С 2006 г.  по совместительству работал профессором кафедры «Физика конденсированного состояния» в Академическом университете РАН, где читал курс лекций «История физики первой половины ХХ века» (магистратура, I—II семестры), к которому написано учебное пособие по физике «Очерки по истории физики первой половины ХХ века». Часть I., СПб, Изд-во Академического университета, 2012).
Подготовил 6  аспирантов, защитивших диссертации на соискание учёных степеней кандидатов физико-математических наук по специальности 01.04.07. «Физика твёрдого тела».

## Организационная деятельность
Ю. В. Трушин участвует в работе 
Трёх диссертационных советов: 
1. ФТИ им. А. Ф. Иоффе РАН, N Д 002.205.02
2. Санкт-Петербургский политехнический университет Петра Великого, N Д 212.229.29
3. Санкт-Петербургский Академический университет РАН, N ДМ 002.268.01;

Научных советов:
1. Научный совет  ООФА  АН СССР (затем Отделения физических наук Российской академии наук) по проблеме «Радиационная  физика твёрдого тела»
2. Координационный научно-технический совет Мин. Сред. Маш’а  «Физика радиационных повреждений твёрдого тела»;
3. Координационный научно-технический совет РАН и Росатома «Материалы для термоядерных реакторов».

Административных советов:
1. Учёный совет физико-технического факультета Ленинградского Политехнического института (затем Политехнического университета;
2. Научно-образовательного центра ФТИ им. А.Ф. Иоффе РАН;
3. Отделения твердотельной электроники ФТИ им. А.Ф. Иоффе РАН;
4. Учёного совета СПб национального исследовательского академического университета РАН.

## Наиболее значимые публикации
Автор более 270 публикаций в научных изданиях и материалах конференций, включая брошюры,  8 книг, 2 изобретения и 16 изданных Сборников трудов ведущих учёных страны в области физики твёрдого тела. 

### Книги и брошюры
1. Ю. В. Трушин. Проблемы современной энергетики. Л.: Знание, 1982.
2. А. Н. Орлов, Ю. В. Трушин. Энергии точечных дефектов в металлах. М.: Энергоатомиздат, 1983.
3. В. В. Кирсанов, А. Л. Суворов, Ю. В. Трушин. Процессы радиационного дефектообразования в металлах. Энергоатомиздат, 1985.
4. С. Н. Романов, Ю. В. Трушин, В. И. Штанько. Моделирование на ЭВМ радиационных процессов в твёрдых телах. (Методические указания для студентов). Л.: изд. Лен. Технологического института, 1988.
5. Yu.V.Trushin. Theory of Radiation Processes in Metal Solid Solutions. New York, Nova Science Publishers, 1996, USA.
6. Ю. В. Трушин. Физические основы радиационного материаловедения (Учебное пособие). СПб.: изд. СПб ГТУ, 1996.
7. Ю. В. Трушин. Физическое материаловедение (Учебник для вузов). СПб.: Наука, 2000.
8. Ю. В. Трушин. Радиационные процессы в многокомпонентных материалах (теория и компьютерное моделирование). СПб.: изд. ФТИ им. А. Ф. Иоффе, 2002.
9. Ю. В. Трушин. Очерки истории физики первой половины XX века. Часть I. Становление квантовой механики — основы современной физики. СПб.: изд. Академического университета, серия «Лекции в Академическом университете», том 2, 2012.
10. Ю. В. Трушин. Физические основы материаловедения. Учебное пособие для студентов. СПб.: изд. Академического университета, серия «Лекции в Академическом университете», том 3, 2015.

### Научные статьи
1. Ю. В. Трушин, Кинетика образования каскадов в кристаллах. // ФТТ, 1974, Т.16, С.3435-3436.
2. A.N.Orlov, Yu.V.Trushin, Theory of the Spatial Distribution of Defects in Radiation Cascades in Crystals. //  Radiation Effects, 1981, V.56, P.193 — 204.
3. А. М. Паршин, Ю. В. Трушин, Свойство пересыщенных твёрдых растворов усиливать рекомбинацию разноимённых дефектов. //  Письма в ЖТФ, 1983, Т.9, С.561 — 564.
4. А. Н. Орлов, Ю. В. Трушин. Моделирование на ЭВМ взаимодействия быстрых частиц с кристаллами. // Природа, 1983, N 10, С.34 — 43.
5. А. Н. Орлов, А. М. Паршин, Ю. В. Трушин, Физические аспекты ослабления радиационного распухания конструкционных материалов. //  ЖТФ, 1983, Т.53, С.2367 — 2372
6. С. К. Джапаридзе, Ю. В. Трушин, Цепочки замещающих столкновений в двухатомных кристаллах. //  ЖТФ, 1985, Т.55, С.1824 — 1826.
7. Ю. В. Трушин, В.Помпе, Распределение точечных дефектов в поле напряжений около выделений второй фазы. // Письма в ЖТФ, 1985, Т.11, С.393-397.
8. Н. П. Калашников, Ю. В. Трушин, Энергетика — излучения — кристаллы. Природа, N 8, 1985, с. 24 — 34.
9. A.N. Orlov, G.G.Samsonidze, Yu.V.Trushin, Theory of the Precipitate Growth under Irradiation. // Radiation Effects, 1986, V.97, P.45 — 66.
10. В. В. Кирсанов, Ю. В. Трушин. Облучение напряженных металлов. П//  рирода, N 11, 1986, С. 69 — 74.
11. Ю. В. Трушин, Распределение собственных точечных дефектов около сферических выделений второй фазы под облучением. //  ЖТФ, 1987, Т. 57, С. 226—231.
12. Yu.N.Eldyshev, Yu.V.Trushin, Small Interstitial Clusters as Recombination Centers in Decomposing Solid Solutions during Irradiation. Proc. Int.Conf. on Ion Implantation and Ion Beam Equipment, Bulgaria, Elenite, Sept.1990, World Scientific, 1991, P. 168—174.
13. Yu.V. Trushin. Point Defect Flows and Radiation Swelling in a Biphase Material. //  J. Nucl. Materials, 1991, V.185, P.268 — 272.
14. Yu.V.Trushin, Theory of Radiation Processes in Decomposed Solid Solutions. //  J. Nucl. Materials, 1991, V.185, P.279 — 285.
15. Ю. В. Трушин. Влияние предвыделений вторичной фазы на радиационное распухание распадающихся твердых растворов. //  ЖТФ, 1992, т.62, с.1 — 22.
16. Yu.V.Trushin. Theory of Radiation Processes in Decomposed Solid Solutions. //  J. Nucl. Materials, 1991, V.185, P.279.
17. D.E.Dolin, A.L.Suvorov, Yu.V.Trushin. A New Method of Study the Interaction of Irradiation induced Point Defects with Structural Sinks in Metals. //  Materials Science Forum, 1992, V.97 — 99, P.217 — 222.
18. D.V.Kulikov, R.A.Suris, Yu.V.Trushin, A Model of Interaction of Oxygen Subsystem Defects with Intercrystallite Boundaries in Polycrystalline YBaCuO Film under gamma-Irradiation. //  Semiconductor Science and Technology, 1995, V.8, P.303 — 310.
19. B.J.Ber, V.D.Kharlamov, Yu.V.Trushin, E.E.Zhurkin, Computer Simulation of the Polyatomic Multilayered Materials Sputtering with Considering of the Spatial Overlaping of the Collision Cascades. // J. Nucl. Materials, 1996, V.233/237, P.991 — 995.
20. F.M.Sauerzopf, H.W.Weber, Yu.V.Trushin et al. Small Defects in YBCO Single Crystals:TC after Neutron Irradiation and Annealing. //  Physica C, 1997, V. 282/287, P. 1333—1334.
21. V.S.Kharlamov, M.Posselt, Yu.V.Trushin et al. Study of Ion Beam Assisted Deposition of Al/AlN Multilayers by Comparison of Computer Simulation and Experiment. //  J. Appl. Phys. D, 1998, V.31, P.2241 — 2244.
22. V.S.Kharlamov, J.Pezoldt, Yu.V.Trushin, R.A.Yankov et al. A Computional Model for the Formation of (SiC)1-x (AlN)x Structures by Hot, High-Dose N+ and Al+ Co-Implants //  in 6H-SiC. Science Forum, 1998, V.264/268, P.757 — 760.
23. V.S.Kharlamov, D.V.Kulikov, Yu.V.Trushin. Computer simulation of transition from h-BN to c-BN during ion beam assisted deposition. //  Vacuum, 1999, V.52, P.407 — 410.
24. Rybin P.V., J.Pezoldt, Yu.V.Trushin, R.A.Yankov et al. Modelling high-temperature co-implantation of N+ and Al+ ions in silicon carbide: the effect of stress on the implant and damage distributions. // Nucl.Instrum. Meth.(B), 1999, V.147, P.279 — 285.
25. J.Pezoldt, R.A.Yankov, Yu.V.Trushin et al. The Influence of the Implantation Sequence on the (SiC)(AlN) Formation. //  Nucl. Instr. Meth. B, 2000, V.166/167, P.758 — 763.
26. V.V.Rybin, Yu.V.Trushin, F.Y.Fedorov, V.S.Kharlamov. Sperical Features of the Effect of Oversized Impurities on the Cascade Development in α-Iron Alloys containing Special Carbides. //  Tech. Phys. Lett., 2000, V.26, P.876-878.
27. D.V.Kulikov, F.M.Sauerzopf, Yu.V.Trushin, H.W.Weber. Changes in the transition temperature after irradiation and annealing in single crystalline YBaCuO. //  Physica C, 2001, V.355, P.245 — 250.
28. R.Bittner, A.R.Sternberg, Yu.V.Trushin, H.Weber et al. Dielectric Properties of Reactor irradiated Ferroelectric thin Films. //  Integrated Ferroelectrics, 2001, v.37, p.275 — 280.
29. V.S.Kharlamov, J.Pezoldt, Yu.V.Trushin et al. The Estimation of Sputtering Yields for SiC and Si. // Nucl.Instr, Meth, B, 2002, V.196, P.39 — 50.
30. D.V.Kulikov,  H.W.Weber,  Yu.V.Trushin  et al. Oxygen Vacancy Defects in antiferroelectric  PbZrO3 Thin Film Heterostructures after Neutron Irradiation, Properties and Irradiation Effects. //  J.Appl.Phys., 2004, V.96, P.3239 – 3246.
31. D.V.Kulikov, Yu.V.Trushin, Theoretical Study of Ferroelectric Properties Degradation in perovskite Ferroelectrics and Antiferroelectrics under Neutron Irradiation. //  Ferroelectrics, 2004, V.308, P.5 – 16.
32. D.V.Kulikov,  Yu.V.Trushin, H.W.Weber  et al. Neutron Irradiation Effects in PZ and PZT Thin Films. // Integrated Ferroelectrics, 2005, V.72, P.47 – 51.
33. K.L.Safonov, J.Pezoldt, Yu.V.Trushin, O.Ambacher. Computer simulation of the early stages of nano scale SiC growth on Si. Mater.Sci.Forum, 2005, v.483-485, p.169 – 172.
34. A.A.Schmidt, K.L.Safonov, Yu.V.Trushin, J.Pezoldt et al. Growth of the Three- Dimensional SiC Clusters on Si modelled by KMC. Comp.Mater. Sci., 2005, V.33, P.375 381.
35. A.A.Schmidt,  Yu.V.Trushin, J.Pezoldt et al. Carbon  Surface  Diffusion and SiC  Nanocluster Self- Ordering. Nucl. Inst. & Meth. Phys.B, 2006,  V.253, P.241 – 245.
36. Yu.V.Trushin, D.V.Kulikov, K.L.Safonov, Rauschenbach B. Atomic assembly during ion beam assisted growth: kinetic simulation. J. Appl. Phys., 2008, V.103, P.114904-1.
37. M.N. Lubov. D.V.Kulikov, Yu.V.Trushin. Kinetic Model of Growth of GaAs Nanowires. Tech.Phys.Lett., 2010, V.55, P.85 –91.
38. M.N.Lubov, D.V.Kulikov, Yu.V.Trushin, Influence of wurtzite-zinc-blende interfacial energy on growth and crystal phase of the III-V nanowires Phys.Stat.Sol.C, 2010, V.7, P.378.
39. V.D.Kharlamov, D.V.Kulikov, J.Pezoldt, P.Masri, Yu.V.Trushin, Designing the Si(100) conversion into SiC(100) by Ge. Phys.Stat.Sol.C, 2010, V.7, P.141 – 144 .
40. O.Kurnosikov, D.V.Kulikov, V.D.Kharlamov, Yu.V.Trushin et al. Temperature-induced evolution of subsurface nanocavities in argon-implanted copper. Phys.Rev. B, 2011, V. 84, P.054109.
41. M.N.Lubov, D.V.Kulikoiv, O.V.Kurnosikov, Yu.V.Trushin. Theoretical Analysis of the Formation of Impurity Precipitates in Nanocavities. I.Thermodynamic Analysis.Tech.Phys., 2013, V.58, P.42 – 49.
42. M.N.Lubov, D.V.Kulikoiv, O.V.Kurnosikov, Yu.V.Trushin. Theoretical Analysis of the Formation of Impurity Precipitates in Nanocavities. II. Kinetics of Impurity Cluster Growth in Pores. Tech.Phys., 2013, V.58, P.335 – 339.
43. D.V.Kulikov, O.V.Kurnosikov, V.S.Kharlamov, Yu.V.Trushin. Evolution of subsurface nanocavities in copper under argon bombardment and annealing. Appl. Surface Science, 2013,  V.267, P.128 – 131.
44. M.N.Lubov, Yu.V.Trushin, J.Pezoldt. Kinetic Monte Carlo Simulation of  Impurity  Effects on  Nucleation  and  Growth  of  SiC Clusters on Si (100).  Mater.Sci.Forum, 2013, V.740/742, P.393 – 396.
45. М.Н.Лубов, М.В.Дубина, Ю.В.Наточин, Ю.В.Трушин и др. Кинетическая модель процесса роста аминокислотных полимеров в водных растворах калия и натрия. Письма в ЖТФ, 2013, Т.39, С.18 – 22.
46. Lubov M.N., Kulikov D.V., Kurnosikov O., Trushin Yu.V. Kinetic simulation of the 3D growth of subsurface impurity nanoclusters during cobalt deposition onto a copper surface. Bull. Russ. Acad. Sci. Phys., 2014, V.78, P. 481 – 484.
47. V.S.Kharlamov, D.V.Kulikiv, M.N.Lubov, Yu.V.Trushin. Kinetic Modeling of the Growth of Copper Clusters of Varios Heights in Subsurface Layers of Lead. Tech.Phys.Lett., 2015, V.41, P.961 – 963.
48. М.Н.Лубов,  Ю.В. Трушин. Термодинамические оценки критических радиусов поверхностных и подповерхностных кластеров кобальта в системе кобальт−медь. Письма в ЖТФ, 2015, Т. 41, С.104 –110.
49. M.V.Dubina, M.N.Lubov, I.Eliseev, Yu.V.Trushin. Computer Simulation of Amino Acid  Oligomerization  in Aqueous Solutions induced by Condensing Agent. J.Chemistry, 2015,  V.2015, Art N 563065, SIR 0.208.
50. M.N. Lubov, D.V.Kulikov, V.S.Kharlamov, J.Pezoldt, Yu.V.Trushin. Concentration Profile Simulation of SiC/Si Heterostructures.  Mater. Sci. Forum,  2016, V.858,  P.501- 504.
51. A.S. Sokolovsky, M.N.Lubov, M.V.Dubina, Yu.V.Trushin. A numerical Model of Protein Cristallisation with counter Diffusion Method.  J.Phys., 2016, V.741, 012053 (5 pages).
52. M.N.Lubov, D.V.Kulikov, Yu.V.Trushin.  Formation and Growth of  Subsurface Cobalt Clusters in Copper.   Phys.Stat.Sol.B, 2017, V.254, N 11, P.1700250,  DOI:10.1002/ pssb.201700250.

## Награды и признание
- Лауреат отраслевой Премия Министерства среднего машиностроения в области радиационной повреждаемости материалов (1988 г.).
- Медаль «В память 300-летия Санкт-Петербурга» (2003 г.).
- Почётное звание «Заслуженный деятель науки Российской Федерации»[3] (2008).